# Cottus gobio
Lo scazzone (Cottus gobio Linnaeus, 1758) è un pesce d'acqua dolce appartenente alla famiglia Cottidae.

## Descrizione
Ha un aspetto così caratteristico da essere inconfondibile, infatti ha una testa enorme, appiattita con due occhi anch'essi molto grandi e ravvicinati, inoltre la testa appare "spinosa" dato che è ricoperta di piastre ossee. Una grande spina appuntita è posta sull'opercolo branchiale, un'altra sul preopercolo.
Le pinne pettorali sono molto grandi e tenute sempre aperte, le dorsali sono due di cui la prima molto bassa, spinosa e molto più breve della seconda.
La colorazione è sui toni del marrone o del verdastro con macchie e marezzature più scure. Le pinne hanno fasce concentriche più scure.
Non supera i 15 cm di lunghezza.

## Biologia

### Comportamento
Ha abitudini notturne, di giorno si rintana sotto i sassi o tra le piante acquatiche. È considerato un utile indicatore della qualità dell'acqua, infatti non tollera acque inquinate, nemmeno parzialmente.

### Riproduzione
Avviene in primavera. Le uova, di colore arancione giallastro, sono deposte sulla volta di cavità rocciose e vengono difese con coraggio dal maschio.

### Alimentazione
Invertebrati bentonici come larve, insetti, crostacei.

## Distribuzione e habitat

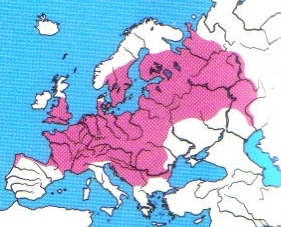
Mappa dell'areale in Europa

È diffuso in gran parte d'Europa con l'eccezione delle regioni mediterranee (centro e sud Italia, Spagna, Grecia e Balcani meridionali), di Scozia, Irlanda, Islanda, della Norvegia e di una vasta area in Ucraina e Russia.
In Italia è diffuso nel nord Italia e in alcune aree tirreniche e adriatiche dell'Appennino centro-settentrionale in Toscana, Umbria, Marche e Romagna.
Il suo habitat si trova nella Zona dei Salmonidi, in acque fredde, ossigenate, con forte corrente e fondi di ciottoli. Nella zona del Mar Baltico si può ritrovare in acque salmastre.

## Conservazione
La specie, in Italia, è minacciata soprattutto dalle opere di regimazione dei corsi d'acqua, dalle continue immissioni di trote per la pesca sportiva, dagli inquinamenti e dall'abbassamento del livello delle acque nei torrenti.

## Pesca
Viene catturato solo occasionalmente con lenze per la pesca della trota. Viene utilizzato come esca viva per la pesca dei Salmonidi. Lo si può pescare con molluschi, piccoli pezzi di carne come parti di wurstel o fette di tacchino. Alcune legislazioni regionali (come quella dell'Emilia-Romagna, delle Marche, della Toscana e del Trentino-Alto Adige) vietano la pesca di questa specie.

## Tassonomia
Le popolazioni del Timavo in Friuli-Venezia Giulia sono state descritte come specie distinta col nome di Cottus scaturigo. Tuttavia, a seguito di analisi molecolari più approfondite, la specie è ritenuta sinonimo di Cottus gobio, del quale rappresenta un particolare ecotipo adattato all'ambiente parzialmente ipogeo.